# Caroline Chang
Caroline Judith Chang Campos (Quevedo, 13 de febrero de 1966) es una médica y política ecuatoriana especialista en salud pública. Desde abril de 2016 es Jefa de la Oficina de Cooperación Internacional del Seguro Social del Perú. Fue Ministra de Salud de Ecuador (2007-2010) y Secretaria Ejecutiva del Organismo Andino de Salud de septiembre de 2010 hasta enero de 2016.

## Biografía
Nació en Quevedo, provincia de Los Ríos el 13 de febrero de 1966.
Se graduó en la Universidad Católica Santiago de Guayaquil en 1990 en Medicina y Cirugía, Especialista en Gerencia en Salud (1997), Máster en Gerencia en Salud para el Desarrollo local, un Diplomado en Salud, Ambiente y prevención de desastres (2000-2001). Fue Residente del Programa de Formación en Salud Internacional, y del Programa de Preparativos para emergencias y desastres de la Organización Panamericana de la Salud/Organización Mundial de la Salud, Washington D. C. 2001. Obtuvo un PhD en Ciencias de la Salud en la U.Nacional Mayor de San Marcos en Lima, Perú 2017.
Fue Docente en la maestría, postgrado y diplomado de Gerencia de Servicios de Salud de la Escuela Politécnica del Litoral (1998-2005), en la maestría de Epidemiología de la Universidad de Machala (2000), en la maestría de Salud Pública de la U. de Guayaquil (2003-2005), en la maestría de epidemiología de la U. Católica de Guayaquil, en el diplomado de Gestión y elaboración de proyectos de la ESPOL (2004-2005).
En el campo de la Salud Pública fue Consultora Nacional de la Organización Panamericana de la Salud en el Ecuador desde 1992, en las áreas de: Vigilancia Epidemiológica / Programa Ampliado de Inmunizaciones (PAI) (1992-1997); Salud y Ambiente (1998-2000).

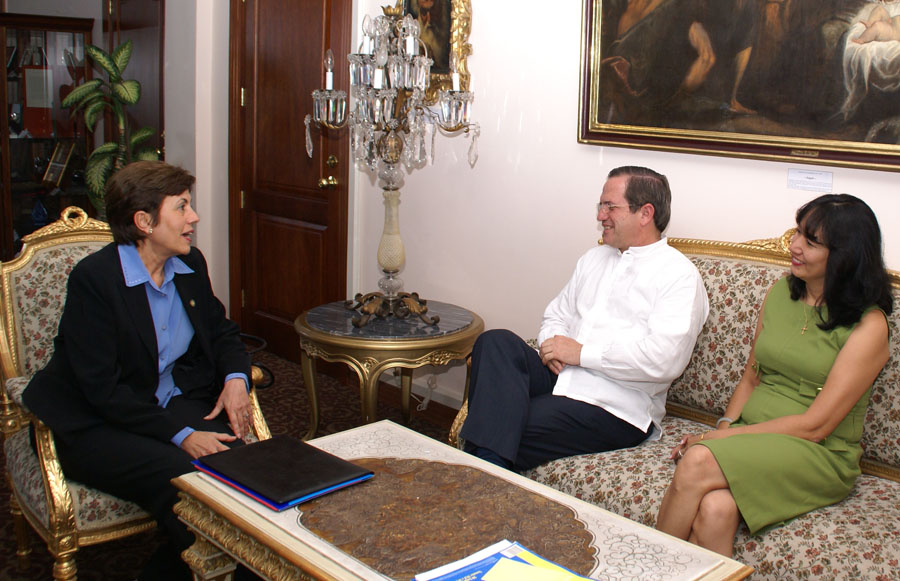
Caroline Chang (derecha) junto al canciller Patiño recibe a Celia Riera, con motivo de la presentación de sus credenciales como representante de la OPS-OMS en Ecuador, 2010.

Como Ministra de Salud (enero de 2007 a abril del 2010), asumió la Vicepresidencia de la Asamblea Mundial de la Salud en 2007, la Presidencia de la Reunión de Ministros de Salud Andinos en 2008, la Presidencia Pro Tempore del Consejo de Salud Sudamericano en 2009. Lideró el proceso de Transformación del Sector Salud y el Derecho a la Salud en la Nueva Constitución 2008 garantizando el acceso universal a la salud y la implementación del modelo de atención basado en la Atención Primaria de Salud, con participación comunitaria, enfoque de género e interculturalidad.
Renunció a su cargo en abril de 2010 y en junio de 2010 fue elegida por unanimidad como Secretaria Ejecutiva del Organismo Andino de Salud-Convenio Hipólito Unanue. El 10 de septiembre de 2010 asumió la Secretaría Ejecutiva del Organismo Andino de Salud hasta el 15 de enero de 2016 sustituida por la boliviana Nila Heredia. En este periodo se centró en los objetivos de fortalecer la integración de la organización a nivel regional, a trabajar por el acceso universal a los medicamentos, a la formación de recursos humanos con enfoque de derechos e interculturalidad y al abordaje de los determinantes sociales de salud como ejes de políticas públicas, la vigilancia en salud y salud en fronteras.
En 2012 el gobierno de Ecuador la presentó como candidata a la Dirección General de la Organización Panamericana de la Salud cargo en el que finalmente fue elegida la dominicana Carissa F. Etienne. En abril de 2016 fue designada Jefa de la Oficina de Cooperación Internacional del Seguro Social del Perú, EsSalud.
En el 2018 ganó  el puesto como Asesora en Sistemas y Servicios de Salud en la OPS/OMS para Guatemala.